# Monte Tagliaferro

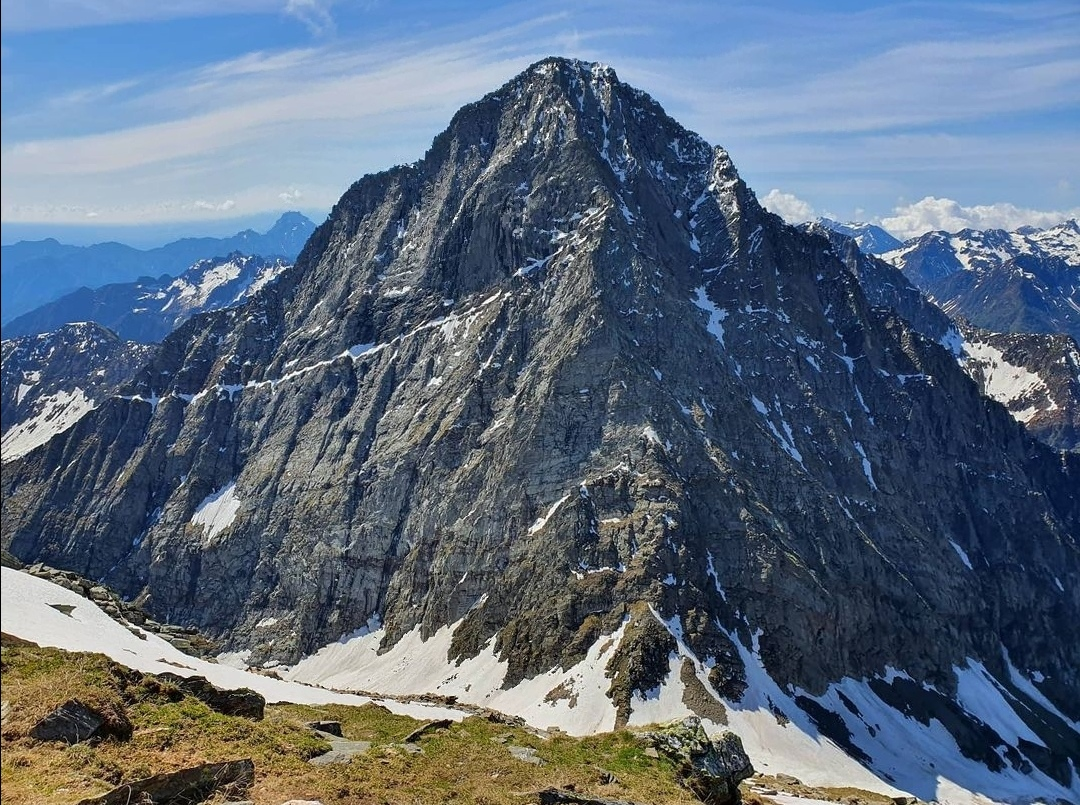
La montagna vista dal Corno Mud

Il Monte Tagliaferro è una montagna delle Alpi Pennine, alta 2964 m, posta tra Alta Valsesia e Val Sermenza in provincia di Vercelli.

## Caratteristiche

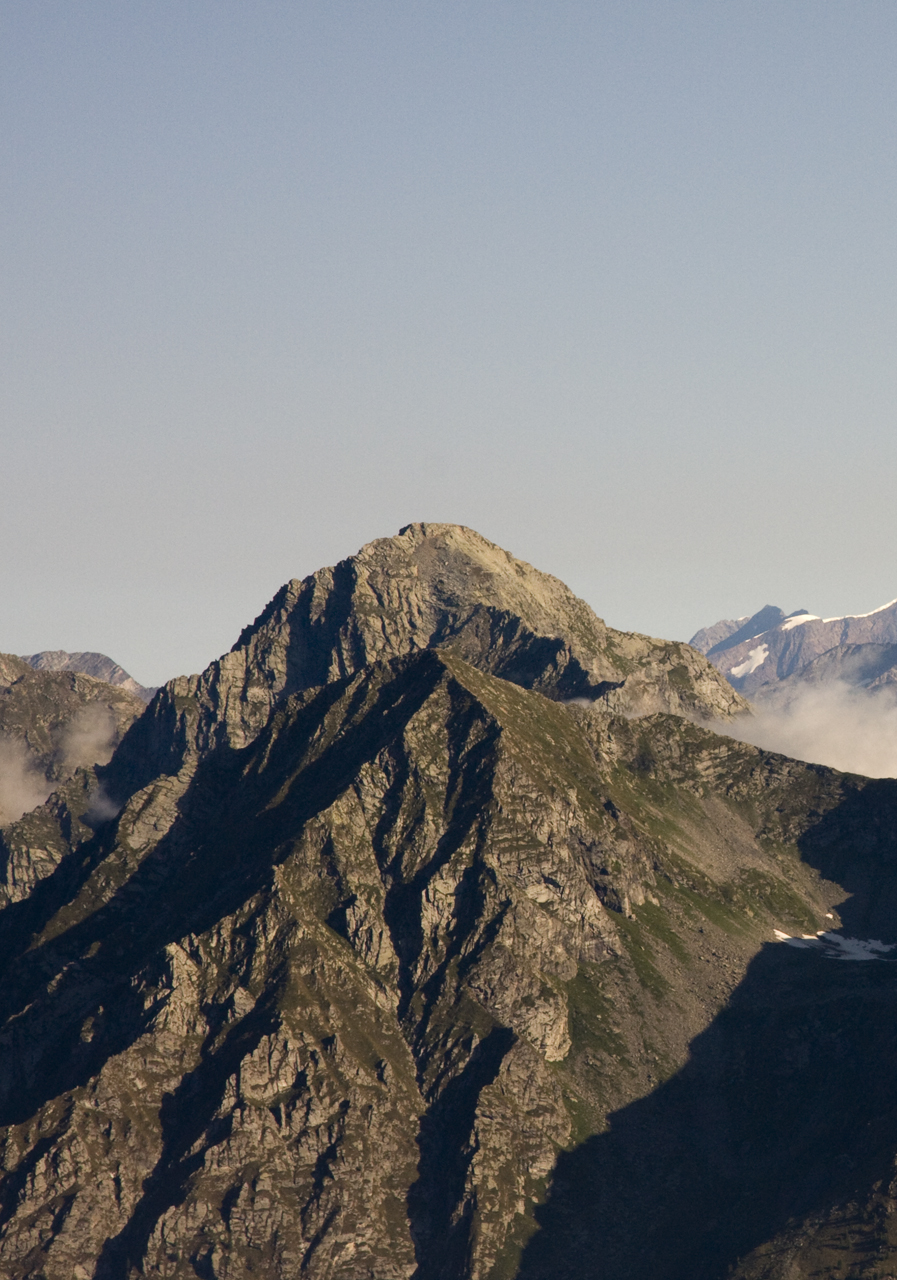
La montagna vista dalla Punta Sivella

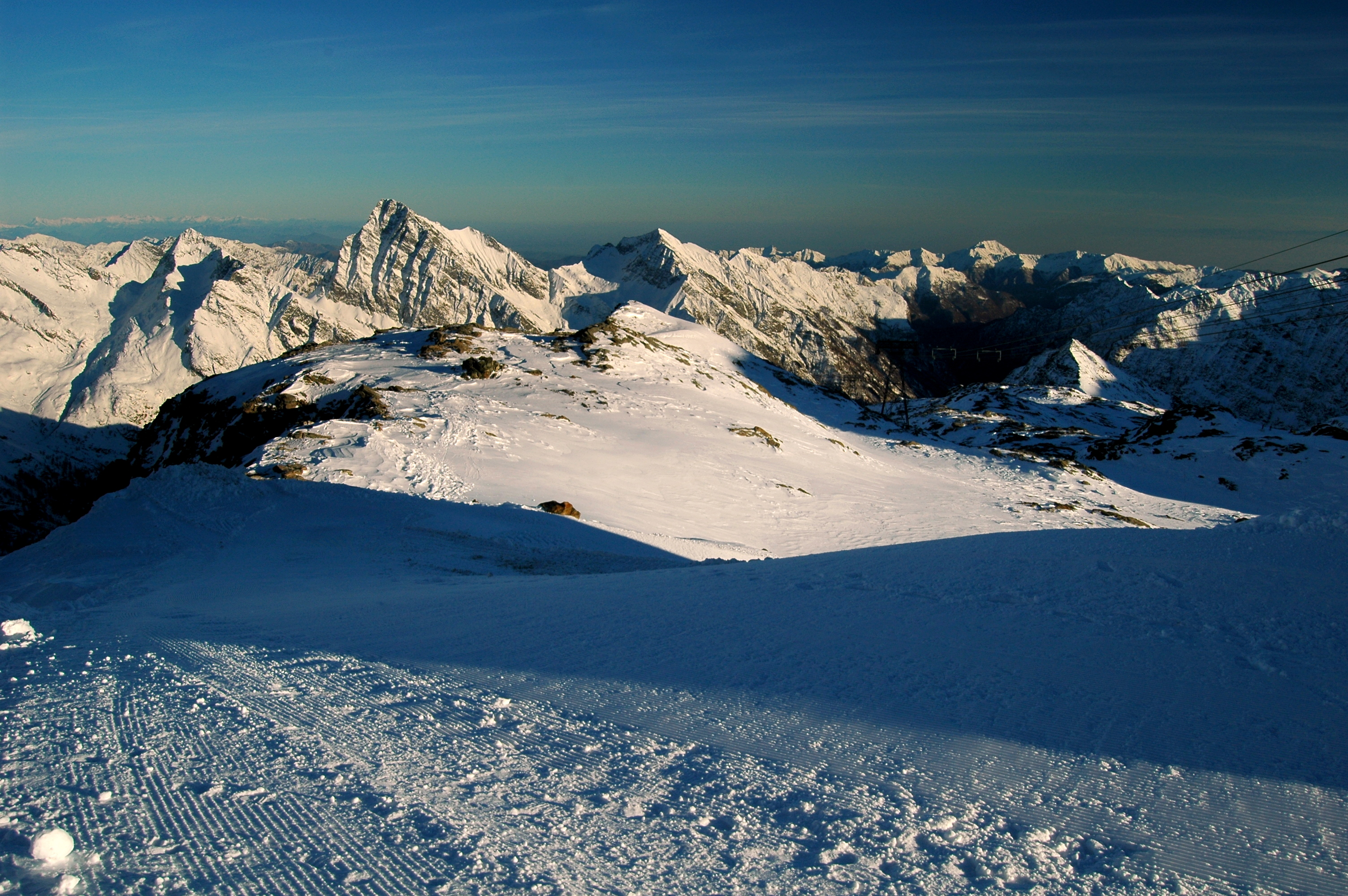
Tagliaferro dal Passo dei Salati

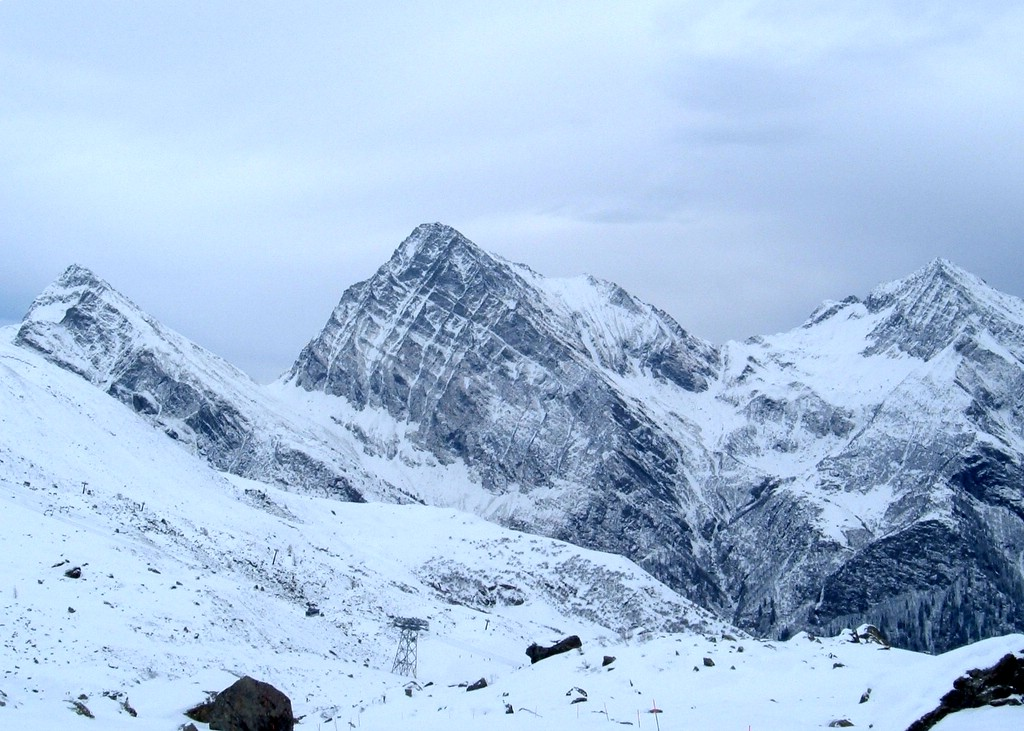

Posta sul contrafforte montuoso che discende dalla punta Gnifetti (4.554m) del Monte Rosa, divide il comune di Alagna Valsesia da quello di Alto Sermenza in Val Sermenza. Tra le più conosciute cime valsesiane, ha una forma perfettamente piramidale se vista dalla val d'Otro e dal Colle del Termo, con una sporgenza a sud chiamata Dosso Grinner, su cui si sviluppa la via normale di salita. slanciata e appuntita è visibile anche dalla Pianura Padana, addirittura da Milano. Si tratta di una montagna imponente, la cui salita risulta delicata e faticosa da tutti i versanti.
A causa della sua posizione, primo alto baluardo sopra le cime più basse della val Sermenza, d'estate, quando la temperatura è elevata, finisce per essere frequentemente avvolta dalle nuvole d'umidità provenienti dalla vicina pianura. Proprio l'umidità, rende particolarmente scivolose le rocce, accrescendo i pericoli e causando numerose disgrazie che hanno contraddistinto e continuano a contraddistinguere la storia di questa montagna.
Per questo, per la sua ascensione, anche se effettuata dalla via normale, è necessario non solo scegliere una giornata dal meteo stabile, ma anche dalle temperature non eccessivamente elevate.
Alle sue pendici si trovano, a nord, il Colle Mud (2 324 m), a sud, la Bocchetta della Moanda (2 422 m) e il Passo del Gatto (2 714 m). I primi due valichi erano e sono percorsi da due sentieri che uniscono Alagna (frazione Pedemonte) con la Val Sermenza, un tempo importanti vie di comunicazione per le genti di lingua Walser che popolano dal Medioevo l'alta Valsesia. La prominenza topografica del Tagliaferro è di 640 metri.

## Conformazione
Il Tagliaferro presenta quattro pareti principali separate da altrettante creste. La Parete Nord è la più impressionante e severa; un muro verticale con sviluppo dalla base alla vetta di massimo 1 200 m alla cui base sono situati dei nevai perenni che un tempo si univano in un piccolo ghiacciaio, di cui oggi è visibile la morena laterale. È caratterizzata nella parte centrale dalla Haida Weg, una lunga cengia in parte ingombra di detriti larga da 50 cm a oltre 2 metri, che l'attraversa diagonalmente come un lunghissimo ballatoio posto sulla Valmontasca.
La parete nord-ovest precipita sul vallone Mud ed è ben visibile dal sottostante rifugio Santino Ferioli (2 264 m). È alta circa 800 metri e solcata da ripidissimi canaloni, su questo versante il solido Gneiss che compone la montagna è meno compatto, per cui è molto frequente la caduta di sassi anche di grandi dimensioni.
La parete sud-ovest, in parte erbosa, in parte rocciosa, sovrasta le Alpi Campo e Sattal, ha una curvatura nel settore più a sud che crea lo sperone roccioso del Dosso Grinner, alla cui base è meno dirupata e più attaccabile: qui si sviluppa la via normale di Alagna.
La parete sud-est si affaccia sulla Val Nonai ed è la più appartata nonché quella con meno sviluppo (300 m di roccia).
Esiste una quinta piccola parete, la Sud (o parete Nascosta), che si stacca dalla Bocchetta di Moanda e non arriva in vetta ma termina sul Dosso Grinner. È totalmente sconosciuta, anche per l'accesso non facile (1 300 m di dislivello prima dell'attacco) ma ha placche di roccia molto levigate che la rendono interessante per l'arrampicata.
Tra le creste, la nord-nord-ovest è senza dubbio la più spettacolare e amata dagli alpinisti. Si innalza ripida dal colle Mud con una serie di balzi vertiginosi, è il sogno di tutti gli abitanti di Rima. La sud-ovest è lunghissima e ha un dislivello di circa 1 600 metri. Il tratto che ne interrompe la ripidità nella parte centrale è chiamato "testa della Scimmia" e come la vicina parete nord-ovest, è pochissimo frequentata. La cresta Nord-est è anch'essa lunghissima; a quota 2 600 m circa, si divide in due: il primo ramo prosegue per la stessa direzione, il secondo vira a sud creando il Moncucco, altra spalla della montagna. Tra Tagliaferro e Moncucco è presente il Passo del Vallarolo (2 332 m), valico su cui si sviluppa la via normale di Rima.

## Ascensioni
Vie normali o escursionistiche:
Da Rima: dal centro del paese si prende il sentiero segnalato Colle Mud-Monte Tagliaferro, per il primo tratto un'ottima mulattiera, poi dopo la deviazione e l'attraversamento del Rio Valmontasca più stretto. Si attraversano vari alpeggi e si giunge al passo del Vallarolo, si apre la val Nonai e per la prima volta si vede la vetta. Si vede anche il Dosso Grinner e l'avvallamento del passo del Gatto, che si guadagna per sentiero stretto e ripidissimo, sarebbero necessarie ma non sono presenti catene a causa dell'assenza di rocce su cui attaccare. Arrivati al passo si prosegue sul filo di cresta o spostandosi per evitare risalti e gendarmi rocciosi, per facili roccette si arriva in vetta.
Dislivello: +1 600 m Difficoltà: EE Punti di Appoggio: NESSUNO Tempo: 5 h
Da Alagna: si parte dalla frazione Pedemonte di Alagna, si seguono le indicazioni per Alpe Campo, in 2h si raggiunge con un facile sentiero, qui si può anche sostare la notte, il proprietario dell'Alpe è Gilberto Negri, il maggior scalatore del Tagliaferro. Continuando il sentiero si fa più ripido e si raggiunge la bocchetta di Moanda. Girando a sinistra si trova un sentiero semi-attrezzato che aggira alcuni risalti rocciosi e canaloni, si guadagna il passo del Gatto. Da qui come la normale di Rima.
Dislivello: +1 700 m Difficoltà: EE/EEA Punti di Appoggio: Baita Sociale Alpe Campo, Alpe Sattal.  Tempo: 5/6 h.
Haida Weg: seguendo la via normale di Rima all'alpe Scarpia di Sopra si devia per un canalino roccioso, percorso questo si sbuca sulla mitica Cengia del Tagliaferro, percorribile nella sua interezza senza difficoltà particolari (EE).
Vie alpinistiche:
Cresta N-NW: si prende dal colle Mud, nel primo tratto è roccia mista a erba, poi diventa verticale su ottimo gneiss, con divertenti risalti rocciosi, difficoltà che variano fino al IV grado, con una placca di V-, è stata aperta da Bianchetti e Giupponi nel 1925.
Sviluppo: 800 m Difficoltà Max: V-  Punti di appoggio: Rifugio Santino Ferioli. Tempo: 4h (+3 per l'avvicinamento)
Parete N: via aperta nel 21 Luglio 1938 da Francesco Ravelli e Adolfo Vecchietti, con uno sviluppo di 1 000 m e difficoltà costanti di III e IV grado (D) è possibile un'uscita a metà parete sulla Haida Weg in caso di maltempo.
Direttissima parete N: supera difficoltà ancora maggiori della precedente (V e un passaggio di VI grado), opera di Gilberto Negri e Gualtiero Pagano nel 1964, un anno dopo il tragico tentativo degli sfortunati Pietro Aredi e Boris Verderber.
Via Canta Laida sulla parete N: aperta nel 2016 segue una crestina poco pronunciata, supera difficoltà massime di VII grado e costanti di VI è V. 
Via 2017 sulla parete N: è la via più dura sulla montagna, aperta nel 2017, con uno sviluppo di 1 100 m e difficoltà di 6c (forse anche 7a) non ancora ripetuta.
Ps. Esistono molte altre vie sulle pareti della montagna ma sono molto poco percorse e meno importanti. 

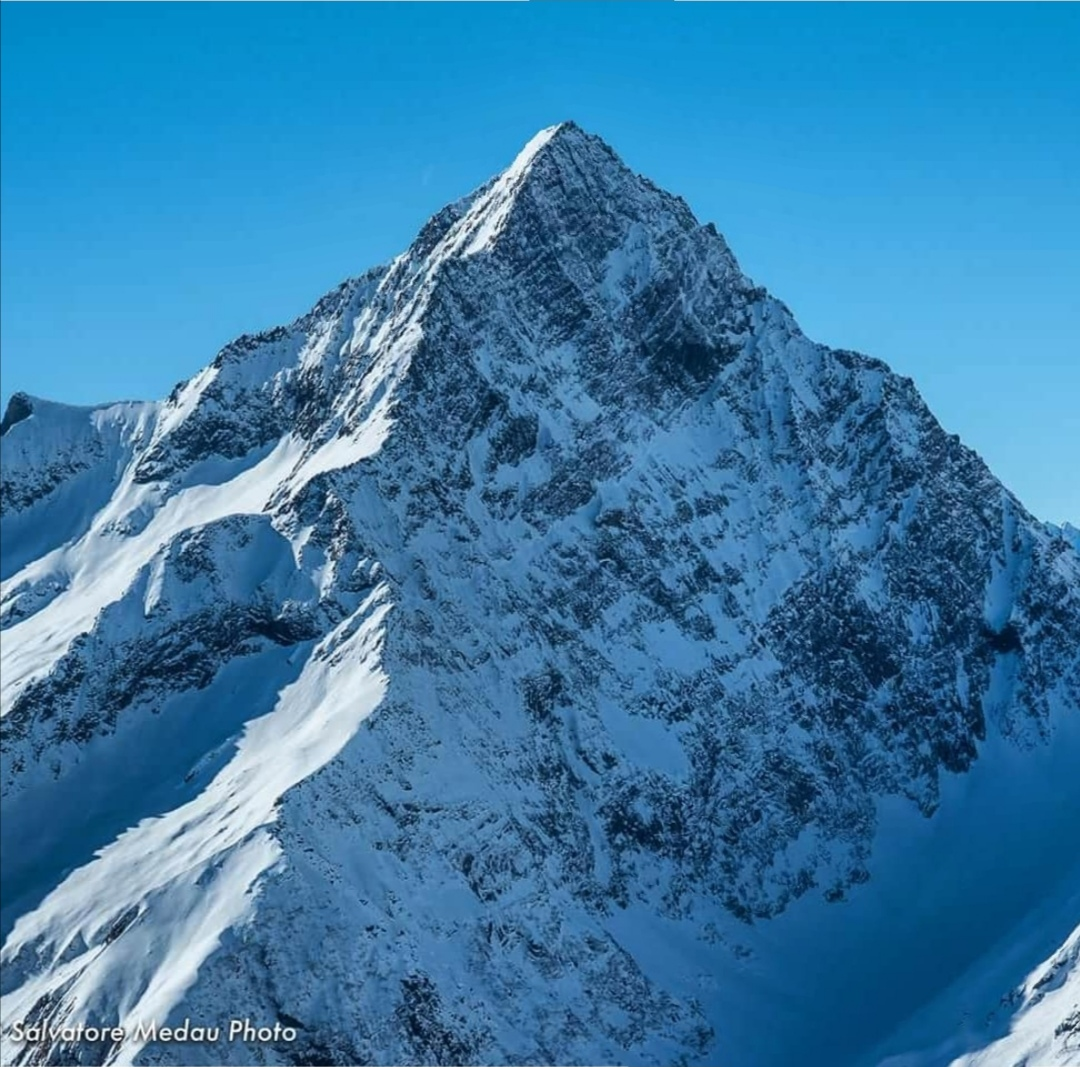
Parete nord del Tagliaferro

## Curiosità
La statuetta della Madonnina collocata sulla vetta l'8 agosto 1954 è la riproduzione della statua della Madonna Immacolata che si trova in piazza Martiri a Borgomanero (NO), opera dello scultore borgomanerese Luigi Fornara.
Promotore dell'installazione l'allora don (oggi monsignore) Pier Franco Pastore "guida" dell'oratorio cittadino.
Fra i tanti oratoriani che vi parteciparono, spiccano i nomi di Luigi Barbaglia (Fioca) per il trasporto "a spalla" della statua e Bartolo Signini per il piedistallo.
Barbaglia, a ricordo di tale "posa" annualmente e in tale data, promuove l'ascensione alla vetta.
- si narra che la cengia Haida Weg, tradotto significa "brutta strada" sia stata intagliata dai Romani e che poi vi ci fosse stato posizionato un tesoro, da allora molti alpinisti avrebbero cercato di raggiungerlo, ma il tesoro era custodito da un rospo, che si gonfiava a tal punto da impedire il passaggio sulla cengia.
- anticamente alcuni pastori della zona notarono che le loro mucche andavano a pascolare sull'Haida Weg, perché lì c'era un'erba molto fresca, ma precipitavano, allora fu costruito un cancelletto per non farle passare. Tuttora questo cancello esiste ed è una difficoltà in più per gli escursionisti che la attraversano.
Il nome della montagna deriva da una lama rocciosa che taglia la vetta lunga 60 m e larga 50 cm, su di essa ci sono alcune antiche incisioni, forse di epoca romana.

## Rifugi
- Rifugio Santino Ferioli, 2 264 m, posto tappa GTA, è situato su un bel pascolo presso l'alpe Mud Superiore, da qui si possono raggiungere il Tagliaferro per la cresta nord e il Corno Mud, oltre a traversare il colle Mud per scendere a Rima. Gestito dalla sezione del CAI di Olgiate Olona.
- Baita sociale Alpe Campo,1 934 m. Si trova su una piana con panorama sulla Valsesia e sul Monte Rosa, è gestito da Gilberto Negri, che ha salito il Tagliaferro più di 40 volte.
- Rifugio Alpe Sattal, 2 150 m. È molto vicino all'alpe Campo, ma un po' fuori percorso sulla via per il Tagliaferro, gestito da un simpatico eremita che ci vive tutto l'anno.

## Traversate alpine
Sotto questa montagna corrono diversi percorsi:
- Sentiero Italia
- GTA, Grande traversata alpina, che passa per il Colle Mud con tappa al Rifugio Santino Ferioli
- GTV, Grande traversata valsesiana, che attraversa sempre il colle Mud.
- Gran Sentiero Walser, per il Colle Mud
- Giro del Tagliaferro, consiste in un anello percorribile in due giorni che parte da Rima, attraversa il Passo del Vallarolo e la Bocchetta di Moanda giungendo all'alpe Campo. Il giorno successivo scende a Pedemonte, risale al Colle Mud e ridiscende a Rima.

## Panorama
Il panorama da questa vetta è vastissimo, con un particolare ravvicinato sulla Parete Valsesiana del Monte Rosa, tra le vette principali abbiamo: Piramide Vincent, Ludwigshöhe, Punta Parrot, Punta Gnifetti, Punta Dufour, Punta Nordend, Punta Grober, Corno Mud, Corno Piglimò, Pizzo Montevecchio, Cima Lampone, Strahlhorn, Pizzo d'Andolla, Monte Leone, Cima Carnera, Gruppo delle Grigne, Resegone, Monte Disgrazia, Piz Bernina, Adamello, Monte Barone, Cima di Bo, Monte Néry, Cresta Rossa, Corno Bianco, Testa grigia, Punta Straling, Corno del Camoscio, Grand Tournalin, Grivola, Monte Bianco, Monviso.